# Epífrasis
La epífrasis es una figura literaria, clasificada en retórica dentro de las figuras de acumulación. Constituye una epífrasis cualquier adición de ideas complementarias a la principal, de forma que si estas se eliminan queda aquella con un sentido completo. 
Su etimología nos señala que viene del griego, señalando lo que está alrededor de la frase, o sea, del concepto principal.

## Ejemplo
“Con dolorido cuidado, degrado, pena y dolor, parto yo, triste amador, de amores, que de amor” (Jorge Manrique)
- Datos: Q1347223